# Нижньовартовськ – Сургут
Нижньовартовськ – Сургут – газопровід у Тюменській області Росії. 
В 1975-му ввели в дію Нижньовартовський газопереробний завод, видачу підготованого на якому товарного газу спершу організували по трубопроводу до Сургутської ТЕС-1, який має довжину 194 км та виконаний в діаметрі 720 мм.
Додатковий ресурс до газопроводу може надходити від Локосовського газопереробного заводу.
Можливо відзначити, що в подальшому Сургутська ТЕС-1 та Сургутська ТЕС-2 також почали отримувати ресурс по перемичкам від системи Уренгой – Челябінськ, від Сургутського газоперобного заводу та Сургутського заводу стабілізації конденсату.